# Strangers in the Night (Peter Baumann)
Strangers in the Night è il quarto ed ultimo album di Peter Baumann, pubblicato nel 1983 dalla Arista Records.

## Il disco
L'album è un secondo tentativo, dopo il precedente Repeat Repeat, di ottenere successo commerciale con brani di musica pop-elettronica. Questa volta lo stile è più vicino alle sonorità della disco music, fenomeno caratterizzante degli anni ottanta. La title track è una cover dell'omonima canzone resa famosa da Frank Sinatra nel 1966, qui riarrangiata in chiave synthpop. Anche in questo disco le tracce sono tutte cantate, ma a differenza del precedente, non è Baumann a cantare, ma il cantante Eli Holland. Come accaduto per Repeat Repeat, il ricercato successo commerciale non arrivò, e dopo la pubblicazione di quest'album Baumann decise di chiudere la carriera da musicista per dedicarsi interamente alla Private Music, casa discografica che verrà da lui fondata un anno dopo la pubblicazione dell'album.
A causa dello scarso successo commerciale, non venne mai pubblicata una versione in CD dell'album. Pertanto oggi è rintracciabile esclusivamente nella versione in vinile.

## Tracce
Testi e musiche di Peter Baumann (tranne dove indicato).
1. Strangers in the Night – 3:53 (Bert Kaempfert)
2. Metro Man – 3:53
3. King of the Jungle – 3:47
4. Be Mine – 3:27
5. Time Machine – 3:25
6. Taxi – 3:13
7. Cash – 3:23
8. Glass House – 4:15
9. Ground Zero – 3:35
10. Welcome – 4:24

Durata totale: 37:15

## Musicisti
- Peter Baumann - sintetizzatori, tastiere, programmazione
- Eli Holland - voce
- Rich Teeter - batteria
- Ritchie Flieger - chitarra
- Bruce Brody - tastiere